# Hans Thierfelder (Unternehmer)
Hans Thierfelder (* 4. März 1913 in Auerbach (Erzgebirge); † 23. Januar 1987 in Westerland, Sylt) war ein deutscher Unternehmer und Textilfabrikant.

## Ausbildung und Familie
Hans Thierfelders Eltern waren der Architekt und Prokurist Paul Thierfelder (1884–1917) und die Unternehmer-Tochter Rosa Thierfelder geb. Wieland (1886–1965). Er verbrachte seine Kindheit in Auerbach. Im Kriegsjahr 1917 erlag sein Vater den schweren Verwundungen, die er sich als Fliegeroffizier beim Luftkampf zugezogen hatte. Nach dem Tod des Vaters kümmerten sich sein Großvater August Robert Wieland sowie sein Onkel Max Wieland um seine Erziehung und Ausbildung. Nach dem Besuch der Volksschule in Auerbach, der Realschule in Thum und der Oberschule in Klotzsche bei Dresden legte Thierfelder am Gymnasium Neuenburg (Schweiz) sein Abitur ab. Hierauf folgte die Ausbildung an der Höheren Fachschule für Wirkerei und Strickerei Chemnitz zum Textilingenieur. Seine betriebliche und kaufmännische Ausbildung erhielt er im großväterlichen Betrieb in Auerbach. Thierfelders Großvater war Gründer und Eigentümer der „Feinstrumpf Großwerke A. Robert Wieland, Auerbach“ – kurz ARWA –, einer der größten deutschen Strumpffabriken jener Zeit. Nach dem Tod von August Robert Wieland 1940 übernahm Thierfelders Mutter, Rosa Peters verwitwete Thierfelder geborene Wieland, die Leitung der Firma. Thierfelder wurde bereits 1936 Prokura erteilt und 1937 von seinem Großvater zum Betriebsführer bestellt, hatte jedoch selbst keine Anteile am Unternehmen. 1941 trat er der NSDAP bei. Vom 1. März 1941 bis 31. Juli 1944 leistete er seinen Kriegsdienst bei der Kriegsmarine. Seine Laufbahn beendete er im Rang eines Leutnants der Reserve. Im Jahr 1946 heiratete Hans Thierfelder Ursula Thiess. Sie war die Tochter eines Tischlermeisters und stammte aus Gumbinnen.

## Kulturelles Wirken im NS-Staat
1937 bis 1945 trat Hans Thierfelder als Förderer regionaltypischer Volkskunst im sächsischen Erzgebirge in Erscheinung. Durchaus im Sinne des nationalsozialistischen Konzepts von Volk und Brauchtumspflege unterstützte er z. B. zusammen mit dem Unternehmer Friedrich Emil Krauß erzgebirgische Kulturschaffende wie den Musiker Helmuth Stapff, den Mundartdichter Max Wenzel und den Volksschullehrer Hellmuth Vogel.

## Enteignung und Neubeginn nach 1946
Da das ARWA-Werk Auerbach ab Herbst 1943 auch für das Rüstungsunternehmen AGO Flugzeugwerke GmbH Oschersleben produzierte, wurde das Unternehmen per Volksentscheid vom 30. Juni 1946 enteignet. Thierfelders Versuche, ARWA von der Liste der zu enteignenden Betriebe zu streichen, scheiterten. Bereits im Frühjahr 1946 hatte sich Hans Thierfelder nach West-Berlin abgesetzt, da er in Auerbach keine Zukunft für sich sah. Zu dieser Zeit kam es in Westdeutschland zu Engpässen im Angebot an Strümpfen, weil sich die gesamte deutsche Strumpfindustrie in Sachsen befand. Es fehlte aber auch an Maschinen, denn die Strumpfmaschinenfabriken befanden sich alle auf dem Gebiet der Sowjetischen Besatzungszone. In dieser Situation gelang Thierfelder, mit dem Namen ARWA, dem Renommee seines Großvaters und den jahrelang gepflegten Geschäftsbeziehungen zu Kunden in aller Welt, ein Vorfinanzierungsgeschäft: Seine früheren Geschäftspartner zahlten zehn Prozent ihrer Aufträge im Voraus, um ihn in die Lage zu versetzen, alte Cottonmaschinen aus den USA zu importieren. Nach und nach sammelte Hans Thierfelder auf diese Weise zwei Millionen DM, importierte mithilfe dieses Geldes zwölf Maschinen und stellte diese in einer Fabrik im württembergischen Backnang auf. Die ersten Strümpfe wurde zu Pfingsten 1949 produziert. Gleichzeitig suchte er nach einem Gelände für einen Fabrikneubau und zugleich für die Errichtung einer Siedlung für die Angestellten. Er fand dies mit Hilfe der württembergischen Landesplanungsbehörde in Unterrot bei Gaildorf. Im Herbst 1949 begann dort die Produktion. 1952 hatte die Firma 1.450 Mitarbeiter und einen Marktanteil von 20 Prozent.

## Kultur- und Sozialleistungen
Thierfelder legte Wert auf eine gute Unternehmenspolitik gegenüber seinen Mitarbeitern: So wurden überdurchschnittliche Löhne gezahlt und Betriebsfeiern veranstaltet, bei denen bekannte Künstler wie Margot Hielscher, Vico Torriani oder Peter Frankenfeld auftraten. In Meersburg am Bodensee wurde ein Ferienheim errichtet, in dem Betriebsangehörige freien Aufenthalt hatten. Weiterhin gab es u. a. Zuschüsse zum Wohnungsbau, Mietwagen, einen Kindergarten, einen Laden, eine Bibliothek, ein Werksorchester, eine Betriebskranken- und eine Unterstützungskasse sowie einen Betriebsarzt. Infolge der guten wirtschaftlichen Lage entstanden weitere Werke in Berlin, Wien und im südafrikanischen Parys. Besonders sein Werk in Bischofswiesen fand in den 1950er-Jahren große Beachtung. Es zählte zu den modernsten Industriebauten dieser Zeit. Die gläserne Fabrik, in der man miterleben konnte, wie ein Strumpf entsteht, wurde zu einem Besuchermagnet dieser Region. Thierfelder organisierte im Juni 1951 die Wahl einer „Beinkönigin“. Damit war die bis dahin die größte in der Bundesrepublik Deutschland durchgeführte Marktanalyse verbunden, um die Beine der Damen nach dem Zweiten Weltkrieg neu zu vermessen und somit dem Strumpf eine bessere Passform zu geben. Mit diesen Daten sicherte sich Thierfelder erneut wichtige Marktanteile.

## Streik 1958
Im Juni 1956 begann eine Entwicklung in der Strumpfindustrie, die für viele Firmen dieser Branche zum Verhängnis werden sollte. Die Firmen unterboten sich gegenseitig in den Preisen und waren somit gezwungen, billiger zu produzieren. Auch Hans Thierfelders Unternehmen war von diesem Preiskampf betroffen. Für seine Angestellten verschlechterten sich dadurch die Arbeitsbedingungen enorm. So wurden viele Fachkräfte entlassen und durch Hilfskräfte ersetzt, um die Betriebskosten zu senken. Die bis dahin übertariflichen Löhne wurden gekürzt. Dies führte schließlich zum Streik der ARWA-Mitarbeiter ab dem 11. Juli 1958. Darauf reagierte Thierfelder mit dem Mittel der Aussperrung, was für ihn Gelegenheit war, während der Konjunkturflaute für kurze Zeit seine Arbeiter nicht mehr bezahlen zu müssen. Jedoch war die Rezession der Strumpfindustrie nicht mehr aufzuhalten. Infolge von Massenimporten, Preiskämpfen und Überkapazitäten verlor ARWA ab Anfang der 1960er-Jahre stetig Marktanteile. Im September 1973 musste sich Thierfelder der Konkurrenz beugen und seine Strumpffabriken an den US-Konzern Hudson verkaufen. Nach seinem Rückzug aus der Geschäftswelt lebte Thierfelder die meiste Zeit in St. Moritz (Schweiz) oder in Westerland auf Sylt. Thierfelder profitierte vom Aufschwung der westdeutschen Wirtschaft nach dem Zweiten Weltkrieg und zählt zu den bedeutenden Wirtschaftspionieren der Bundesrepublik Deutschland. Die Marke ARWA wurde zu einem Symbol des westdeutschen Wirtschaftswunders und galt durch die Wurzeln in der erzgebirgischen Wirkertradition lange Zeit als Traditionsunternehmen. Heute erinnern noch Straßennamen in Gaildorf-Unterrot an den ehemaligen Werksstandort.
Hans Thierfelder liegt an der Grenze zu Berchtesgaden auf dem Bergfriedhof in Schönau am Königssee begraben. Seine Frau Ursula Thierfelder verstarb am 26. August 2000 in Bischofswiesen. Sie wurde an der Seite ihres Mannes auf dem Bergfriedhof beigesetzt.